# Arnold Hauser (Schriftsteller)
Arnold Rudolf Hauser (* 31. März 1929 in Brașov, Königreich Rumänien; † 31. Dezember 1988 in Bukarest) war ein rumäniendeutscher Schriftsteller. Er gehörte zur Minderheit der Siebenbürger Sachsen in Rumänien.

## Leben
Nachdem er von 1946 bis 1949 eine Ausbildung zum Schlosser absolviert hatte, übte er diesen Beruf bis 1951 aus. Von 1951 bis 1960 arbeitete er als Umbruchredakteur bei der Bukarester deutschen Tageszeitung Neuer Weg, wo er auch seine ersten literarischen Versuche veröffentlichte. Daneben besuchte er eine Abendschule,  die er mit der Mittleren Reife abschloss. Ab 1960 war er stellvertretender Chefredakteur der Zeitschrift Neue Literatur, in der seine ersten Kurzgeschichten und Erzählungen als Vorabdruck erschienen.
Am 3. Juli 1968 fand mit Nicolae Ceaușescu in Bukarest eine Beratung mit Wissenschaftlern und Kulturschaffenden aus den Reihen der deutschen Nationalität beim ZK der RKP statt. Zu den Teilnehmern gehörten unter anderem auch Arnold Hauser und seine Ehefrau Hedi Hauser. 1968 war das Jahr, in dem Nicolae Ceaușescu eine gewisse Bereitschaft zeigte, mit den Repräsentanten der Meinungsbilder in der Gesellschaft einen Austausch zu halten. Es begann eine kurze Zeit der Euphorie (bis 1971), die sog. Tauwetter-Periode. Zahlreiche Schriftsteller traten aus Überzeugung in die RKP ein. Es ist nicht bekannt, ab wann Arnold Hauser Mitglied der Rumänischen Arbeiterpartei (rumänisch Partidul Muncitoresc Român) war, die 1965 in Rumänische Kommunistische Partei (RKP) umbenannt wurde.
Arnold Hauser war Mitglied des Rumänischen Schriftstellerverbandes. Einige seiner Prosatexte wurden ins Rumänische, Ungarische und Russische übersetzt und manche auch in ausländischen Zeitschriften des deutschsprachigen Zeitraums abgedruckt. 1976 hielt sich Hauser einige Monate als Gast des Deutschen Akademischen Austauschdiensts in West-Berlin auf. Ab 1984 bis zu seinem Tod 1988 war er Chefredakteur der Zeitschrift Neue Literatur in Bukarest.
Im Klappentext des Bandes „Der Fischteich“ (LCB-Editionen Berlin, 1980) heißt es, er „bewegt sich in zwei thematischen Bereichen: auf der einen Seite sind es die Erfahrungen der deutschen Bevölkerung Rumäniens in der Zeit nach dem letzten Krieg [...] auf der anderen ist es das Episodische des Alltags, das reflektierend behandelte Ereignis.“ 
Doch erschienen von ihm immer wieder auch politische Texte „auf  Bestellung“, wie z. B. „Vollkommene Dankbarkeit“ in der Anthologie „Ehrung des Präsidenten Ceauşescu. Schriftsteller und Kulturschaffende melden sich zu Wort.“
Arnold Hauser war mit der aus dem Banat stammenden Kinderbuchautorin und Leiterin des Kriterion Verlags Hedi Hauser verheiratet und hat zwei Töchter und einen Sohn.

## Veröffentlichungen
Arnold Hausers stark autobiografisch beeinflusstes Werk umfasst Erzählungen, Skizzen und einen Roman. 
- Kerben, Kriterion Verlag Bukarest, 1962
- Eine Tür geht auf, Kriterion Verlag Bukarest, 1964
- Leute, die ich kannte, Kriterion Verlag Bukarest, 1965
- Neuschnee im März, Kriterion Verlag Bukarest, 1968
- Der fragwürdige Bericht Jakob Bühlmanns, Literaturverlag Bukarest, 1968; Wien/München/Zürich 1972
- Unterwegs, Kriterion Verlag Bukarest, 1971
- Examen Alltag, Kriterion Verlag Bukarest, 1974
- Der Fischteich, LCB-Editionen Berlin, 1980

## Übersetzungen
- Simion Pop: Der heitere Friedhof, Bukarest 1972.

## Auszeichnungen
- 1968 Prosapreis der Zeitschrift Neue Literatur
- 1974 Prosapreis des rumänischen Schriftstellerverbandes